# Chuyến bay 2 của Japan Airlines
Chuyến bay 2 của Japan Airlines là chuyến bay quốc tế từ Tokyo đến San Francisco, California vào ngày 22 tháng 11 năm 1968. Chiếc Douglas DC-8-62 có tên "Shiga". Do sương mù dày đặc và các yếu tố khác, phi công nhầm lẫn hạ cánh chiếc máy bay gần Coyote Point trong vùng nước nông của vịnh San Francisco, hai dặm rưỡi nữa ngắn của đường băng. Không ai trong số 96 hành khách hoặc 11 phi hành đoàn bị thương trong khi hạ cánh xuống nước.

## Tai nạn
Một báo cáo sớm từ Cảnh sát biển cho biết chiếc DC-8 nằm ngửa. Thực tế, máy bay đã dừng lại ở tầng Vịnh trong vùng nước nông sâu khoảng 7 foot (2,1 m), để lại lối ra phía trước phía trên dòng nước. Người theo đuổi chính, Kazuo Hashimoto, cảm thấy không có sự hoảng loạn giữa các hành khách sau khi hạ cánh, và cố gắng đưa ra thông báo với hệ thống địa chỉ công cộng (PA). Vì hệ thống PA đã thất bại sau khi hạ cánh, cuối cùng anh đã hét lên từ khoang phía trước để hành khách: "Hãy yên lặng, máy bay đã chạm đáy biển. Nó sẽ không chìm. Đừng lo, chúng tôi đã cố định tốt để sơ tán!". Các hành khách và phi hành đoàn đều sơ tán máy bay trên xuồng cứu sinh, được cảnh sát và tàu Cảnh sát biển kéo đến Cảng Du thuyền Coyote Point gần đó. Cơ trưởng Asoh là người cuối cùng rời đi. Asoh sẽ trở lại máy bay sau khi đảm bảo mọi người đã lên bờ an toàn để thu thập và trả lại đồ đạc cá nhân của hành khách.
Sau vụ việc, Ủy ban An toàn Giao thông Quốc gia Hoa Kỳ (NTSB) tuyên bố đây là lần đầu tiên thành công của một chiếc máy bay DC-8 kể từ khi khánh thành dịch vụ máy bay phản lực. Việc hạ cánh có thể được hỗ trợ bởi thủy triều cao 7 foot (2,1 m) bất thường, so với mực nước thông thường là 4 foot (1,2 m), dẫn đầu đội cứu hỏa Nam San Francisco John Marchi tuyên bố đào mương "một trong một -a-triệu shot" khi độ sâu tăng lên tạo ra đủ đệm trong khi đủ nông để cửa thoát hiểm vẫn ở trên mặt nước.

## Nguyên nhân
Cơ trưởng Asoh là một phi công kỳ cựu đã bay với Japan Airlines trong 14 năm vào năm 1968, với khoảng 10.000 giờ bay, 1.000 trong số họ trên các máy bay DC-8. Trong Thế chiến II, ông là giảng viên bay cho quân đội Nhật Bản. Cơ phó của ông là Joseph Hazen, có thời gian bay tương tự, nhưng ít kinh nghiệm về máy bay DC-8. Cơ trưởng Asoh đã thử một cách tiếp cận Hệ thống tiếp đất cụ kết hợp tự động (ILS), điều mà cả hai chưa từng làm trước đây trên chuyến bay DC-8 được ghi lại.
Trần mây là 300 feet, với tầm nhìn 3/4 dặm, và có rất ít sự tương phản giữa bầu trời và mặt nước phẳng lặng của vịnh. Kết quả là, một khi máy bay hạ xuống dưới những đám mây, lỗi không được nhận ra kịp thời để sửa nó trước khi chạm mặt nước. Cơ trưởng Asoh tuyên bố rằng ông nhận ra chiếc máy bay quá thấp khi ông phát hiện ra nước sau khi máy bay ra khỏi sương mù ở độ cao 211 feet (64 m) với tốc độ không khí 177 mi/h (285 km/h). Anh nắm lấy thanh điều khiển để đạt được độ cao, nhưng máy bay đã chạm mặt nước.
Cơ trưởng Asoh tuyên bố (thông qua một dịch giả) rằng "máy bay hoàn toàn tự động" và ông không thể "nói điều gì sai gây ra việc hạ cánh nước" bởi vì ông đã tiếp xúc với tháp điều khiển trong toàn bộ cách tiếp cận và đã không bao giờ thông báo ông đã đi chệch khỏi đường bay.

Đánh giá của NTSB về vụ việc cho thấy: 
"Nguyên nhân có thể xảy ra của vụ tai nạn này là việc áp dụng không đúng các quy trình quy định để thực hiện phương pháp ILS kết hợp tự động. Sự sai lệch so với các thủ tục quy định, một phần, do thiếu sự quen thuộc và hoạt động không thường xuyên của giám đốc chuyến bay được cài đặt và hệ thống lái tự động".

## Hậu quả

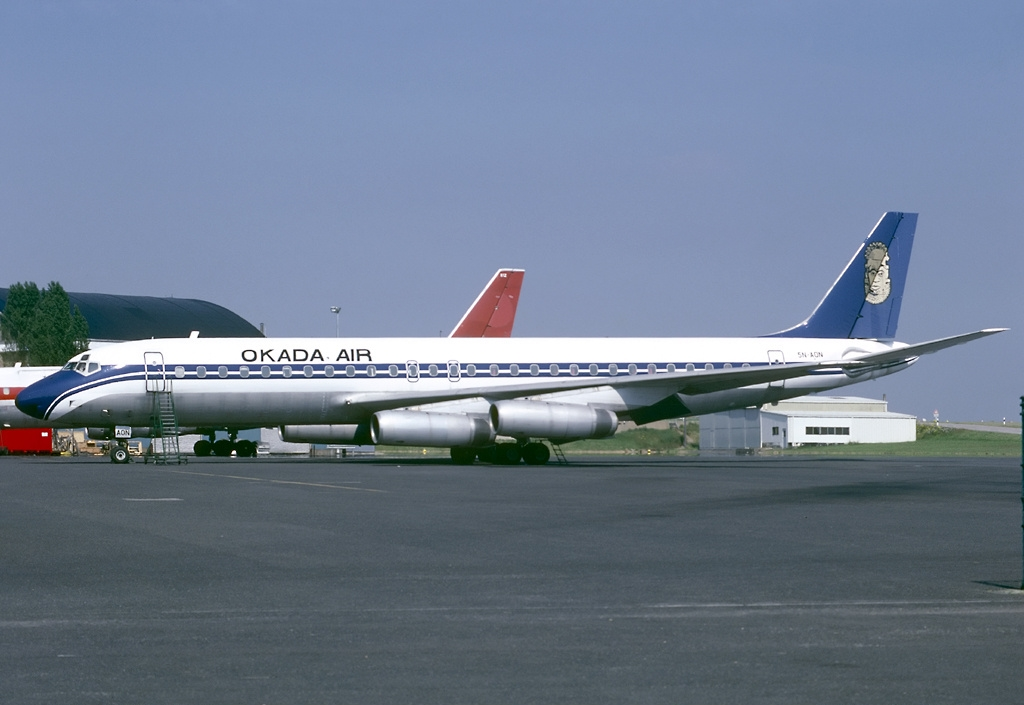
Chiếc DC-8 đã được sửa chữa và được hãng Okada Air sử dụng từ tháng 7 năm 1983 đến hết tháng 4 năm 1987. Ảnh chụp chiếc DC-8 của Okada Air tại sân bay quốc tế Luxembourg ngày 13 tháng 6 năm 1985.

Máy bay không bị hư hại nghiêm trọng và đã được phục hồi 55 giờ sau sự cố khi thủy triều lên, sau nhiều lần thất bại trước đó để kéo nó ra khỏi nước. Sau khi được phun 20.000 gallon nước Mỹ (76.000 l; 17.000 imp gal), nó đã được vận chuyển đến sân bay trên một sà lan dài 150 feet (46 m). Thiệt hại bên ngoài dường như chỉ giới hạn ở một bánh xe trong thiết bị hạ cánh bên tay phải, đã bị tách ra trong khi hạ cánh.  Kiểm tra thêm cho thấy chỉ thiệt hại cấu trúc nhẹ, với việc sửa chữa ước tính mất ít hơn 6 tháng.
United Airlines đã tân trang lại máy bay để phục vụ tại cơ sở bảo dưỡng của họ tại sân bay, với chi phí khoảng 4.000.000 đô la Mỹ (tương đương 27.330.000 đô la vào năm 2019). Máy bay được đưa trở lại JAL vào ngày 31 tháng 3 năm 1969,  và trải qua chuyến bay thử nghiệm thành công vào ngày 11 tháng 4 năm 1969 từ San Francisco đến Honolulu. Sau đó được đổi tên thành "Hidaka" và tiếp tục phục vụ cho JAL cho đến năm 1983.
Asoh tạm thời bị cấm làm phi công các máy bay chở khách, bị giáng chức cho cơ phó, trải qua khóa huấn luyện trên mặt đất, và tiếp tục bay cho JAL cho đến khi nghỉ hưu. Hazen cũng trở lại bay vài tháng sau đó.

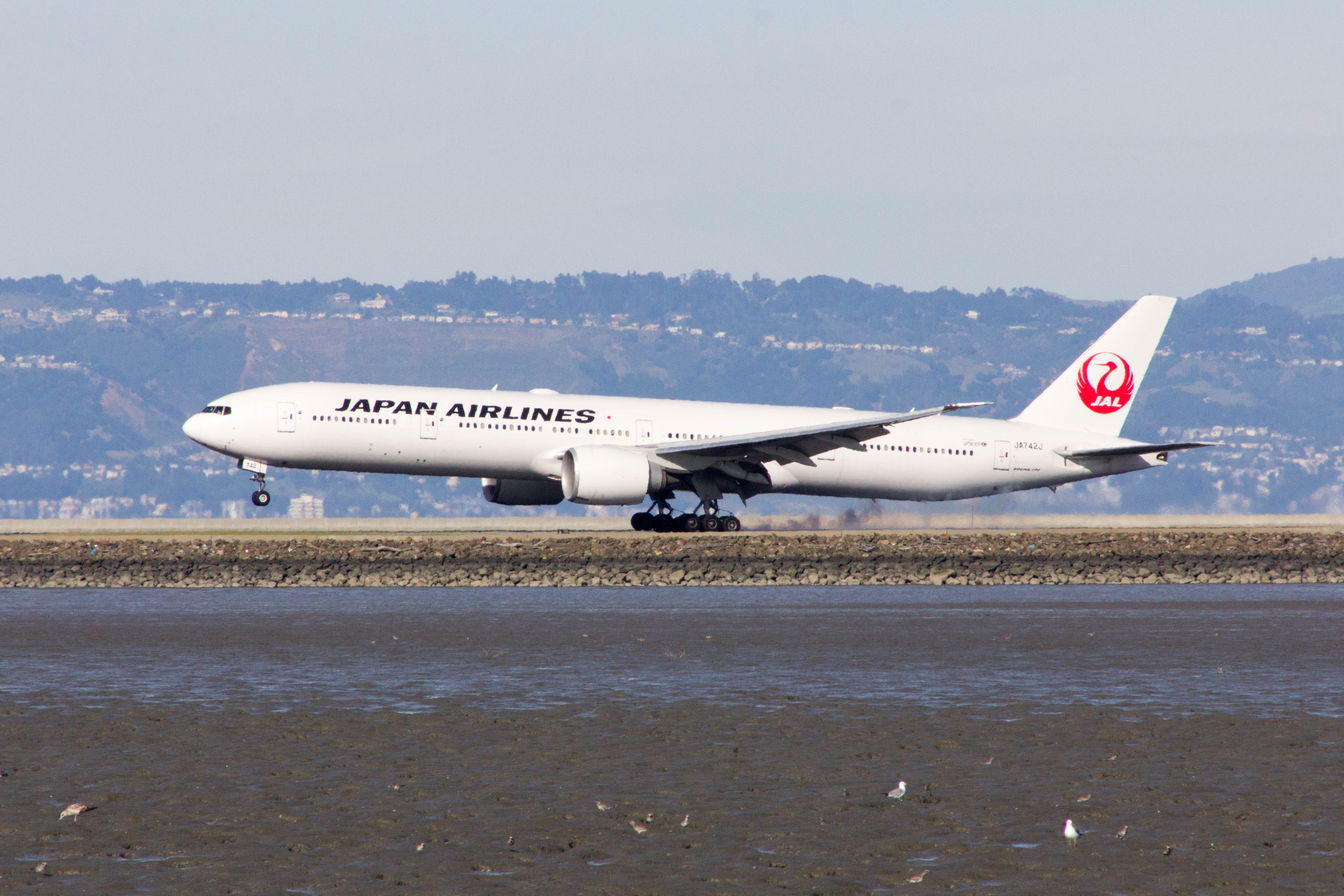
Ngày nay, số hiệu chuyến bay 2 vẫn được hãng Japan Airlines sử dụng trên tuyến HND-SFO, bằng máy bay Boeing 777-300ER. Ảnh chụp chiếc Boeing 777-300ER (đăng ký JA742J) của hãng ngày 15 tháng 3 năm 2015 lúc 15:39 chiều

### Về sau
Đến năm 1973, Japan Airlines đã sử dụng máy bay Boeing 747 trên tuyến Tokyo đến San Francisco. Ngày nay, Japan Airlines vẫn khai thác chuyến bay 2 từ Haneda đến San Francisco, sử dụng máy bay Boeing 777-300ER.
JA8032 của JAL đã được bán cho Air ABC (đăng ký TF-BBF), sau đó cho Okada Air (đăng ký 5N-AON), và cuối cùng đã bay như một chuyên cơ vận tải hàng không cho Airborne Express (đăng ký N808AX) trước khi ngừng hoạt động và bị loại bỏ tại Wilmington Air Park (ILN) vào tháng 12 năm 2001.